# Gare du Musée d'Orsay
Ne doit pas être confondu avec Gare d'Orsay-Ville.
La gare du Musée d'Orsay est une gare ferroviaire française de la ligne des Invalides à Quai-d'Orsay et de la ligne de Quai-d'Orsay à Paris-Austerlitz, située dans le 7e arrondissement de Paris.
La gare du Musée d'Orsay est exploitée par la SNCF au sous-sol de l'ancienne gare d'Orsay, gare monumentale qui fut pendant 39 ans la gare tête de ligne de la compagnie du chemin de fer de Paris à Orléans et qui a été transformée en musée consacré à l'art du XIXe siècle, ouvert en 1986 sous le nom de musée d'Orsay. Le bâtiment fut classé monument historique en 1978,.

## Situation ferroviaire
Cette gare est située au point kilométrique 0,836 de la ligne de Quai-d'Orsay à Paris-Austerlitz. Son altitude est de 27 mètres.

## Historique

### Ancien palais d'Orsay
Le palais d’Orsay, commencé en 1810, a été occupé par le Conseil d'État au rez-de-chaussée à partir de 1840, rejoint deux ans plus tard par la Cour des comptes au premier étage. Il est incendié pendant la Commune de Paris, en 1871.

### Gare d'Orsay

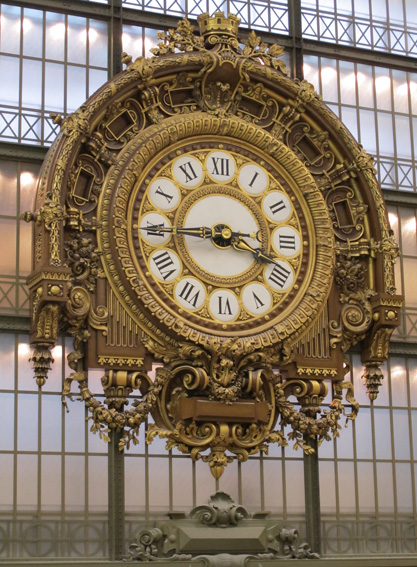
Grande horloge de la gare d'Orsay.

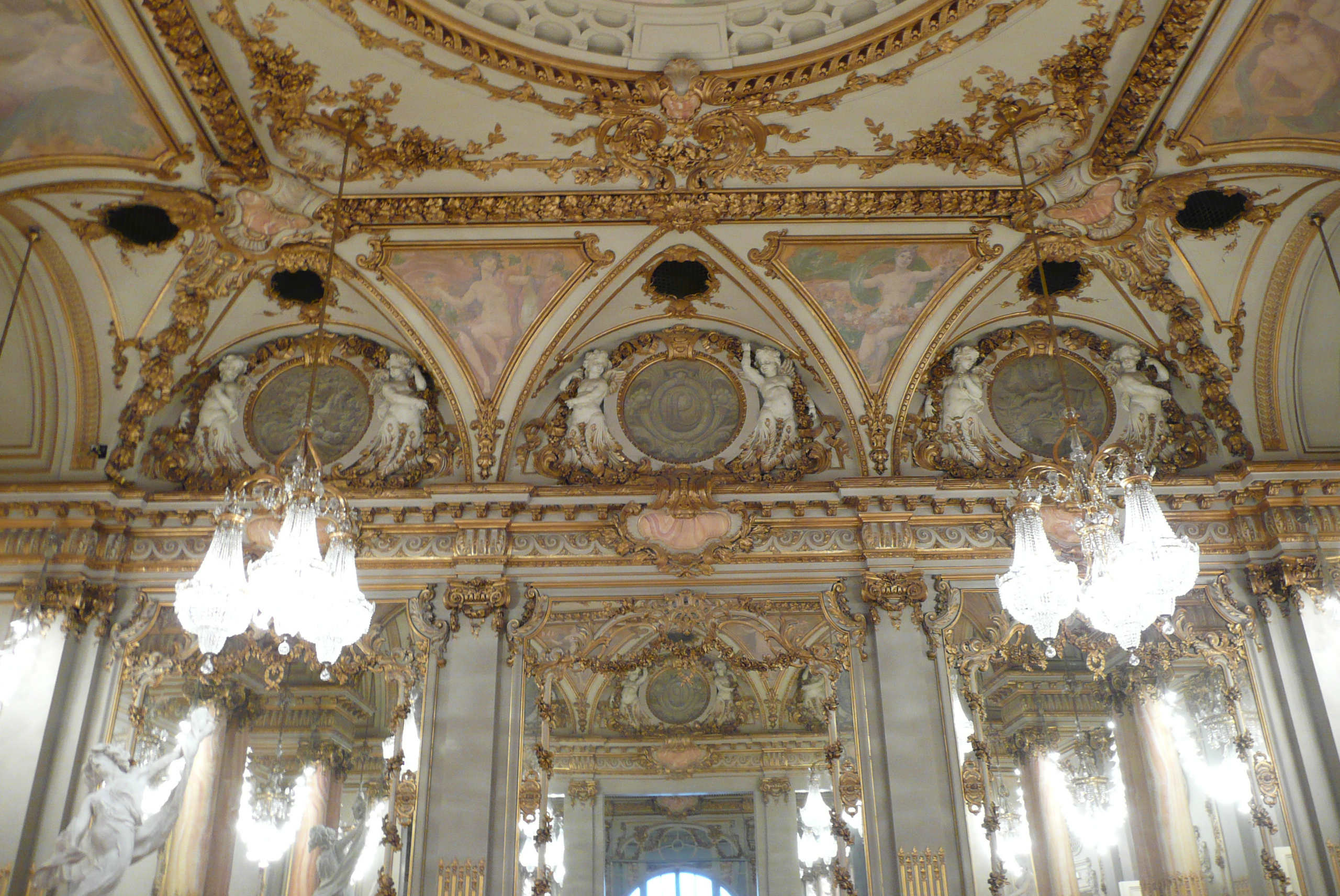
Ancienne salle de bal de l'hôtel d'Orsay.

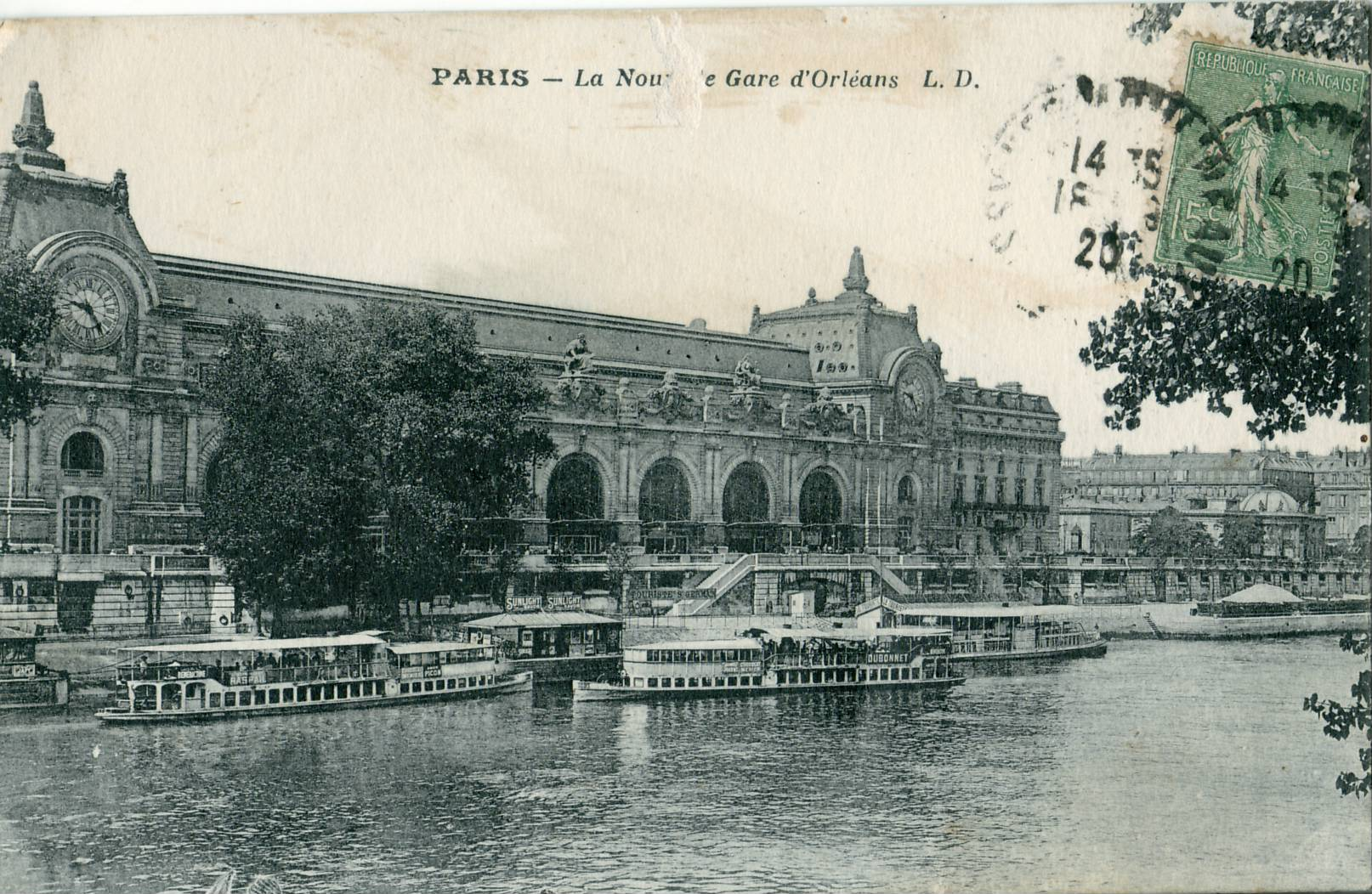
La gare d'Orsay en 1920.

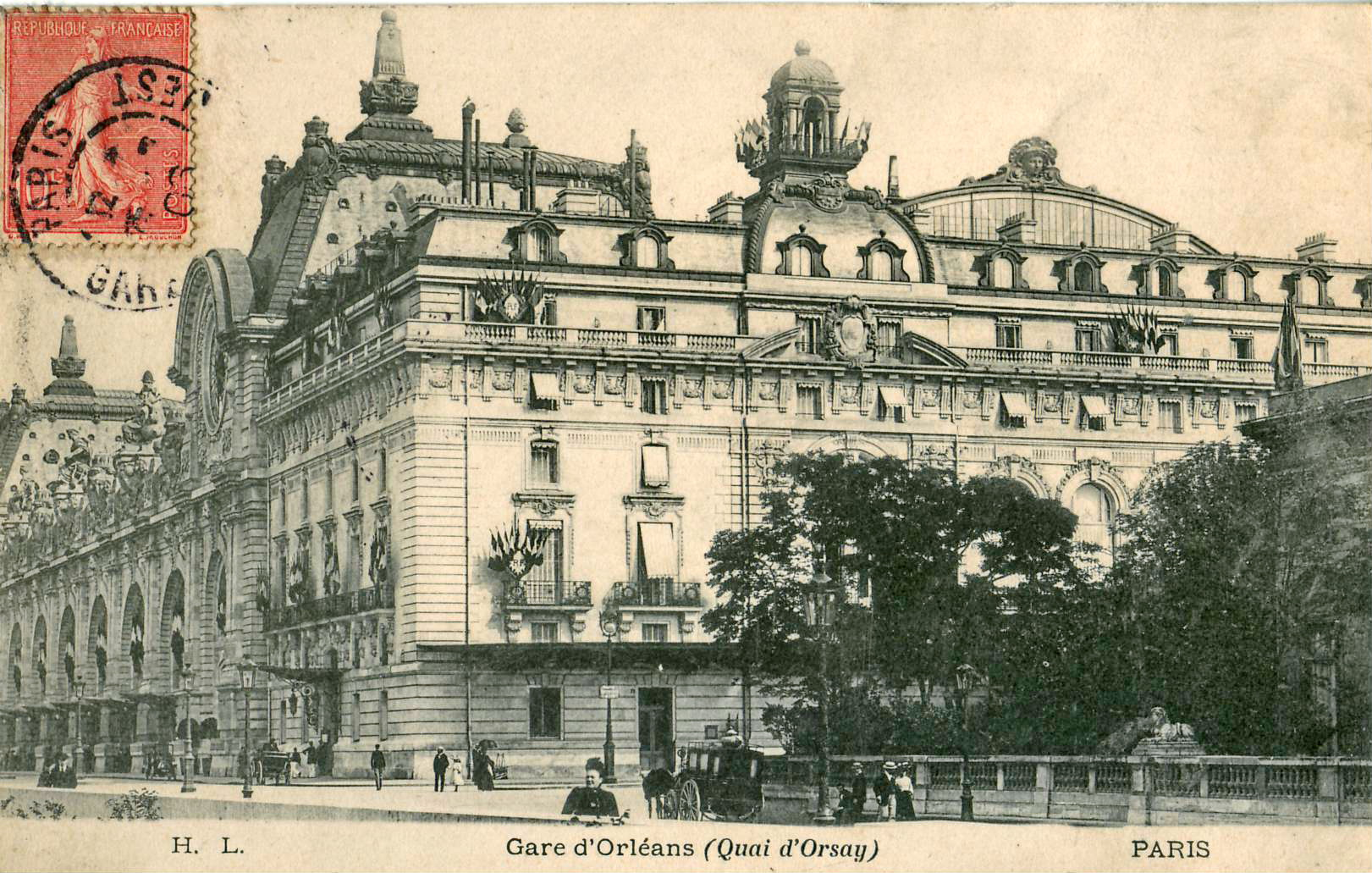
Angle de la gare, vers 1905.

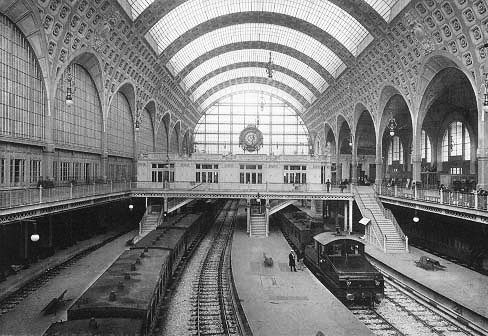
Traction électrique en gare d'Orsay au début du XXe siècle.

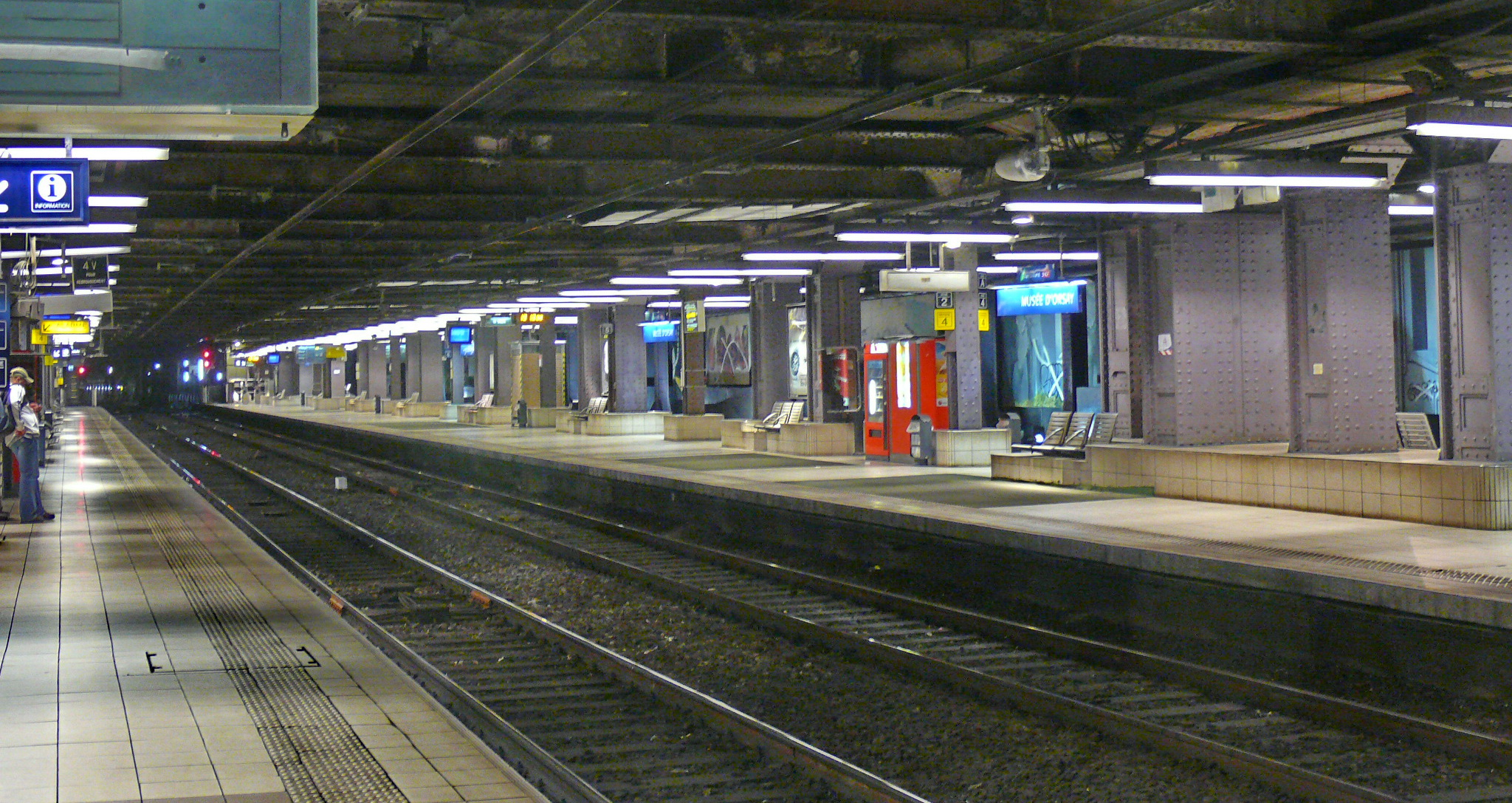
Les quais de la gare. On distingue le profil aérien de contact, un rail suspendu qui assure l'alimentation électrique des trains.

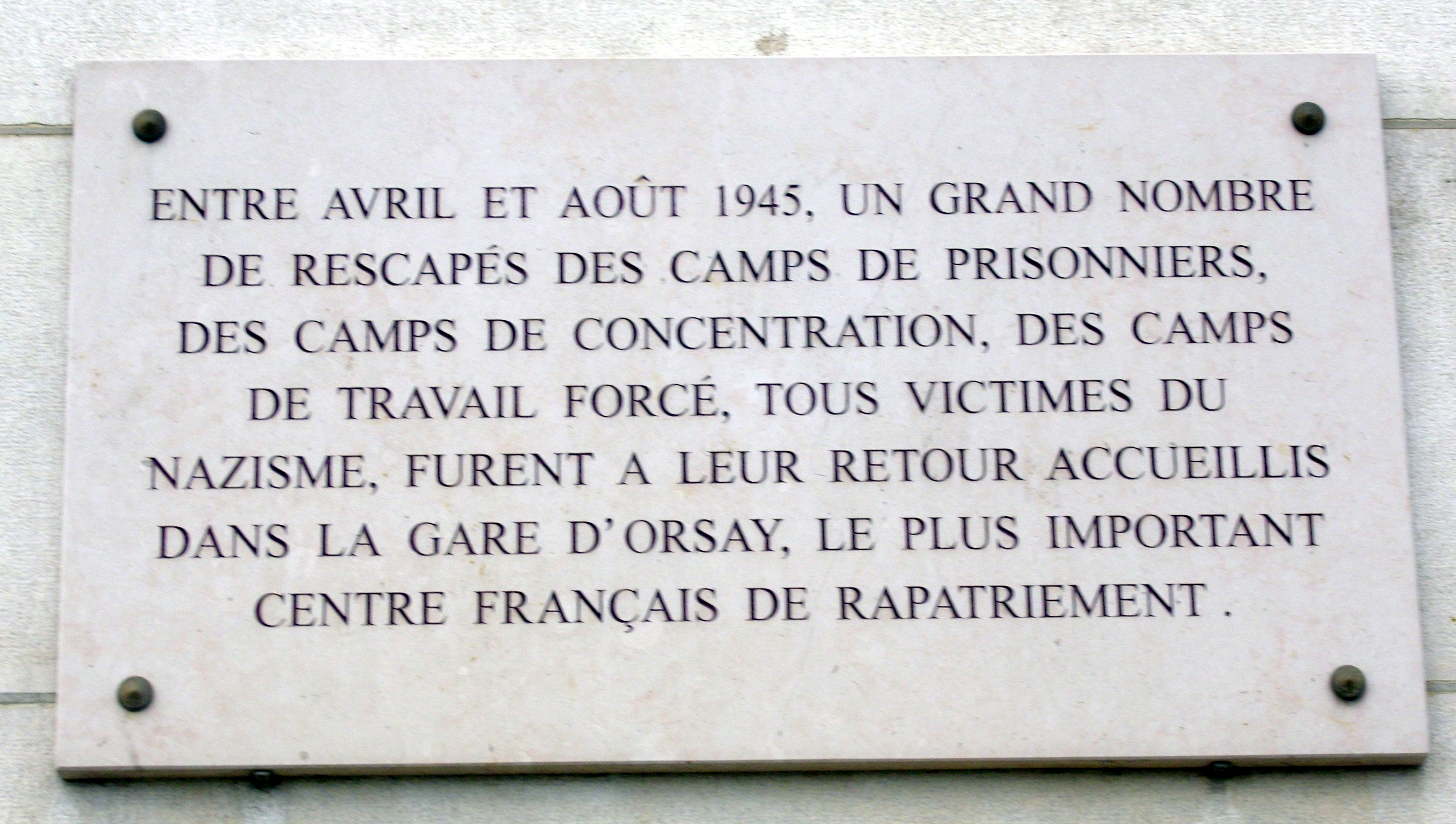
Plaque sur la façade côté Seine du bâtiment, place Henry-de-Montherlant, rappelant le rôle de la gare en 1945.

Située en bord de Seine, dans le 7e arrondissement de Paris, sur l'actuel quai Anatole-France qui précédemment était la partie est du quai d'Orsay, la gare du quai d'Orsay (puis gare d'Orsay), construite par Victor Laloux de 1898 à 1900, est située à environ 600 m à l'est du palais Bourbon, à proximité de nombreux ministères.
La gare, ancien terminus de la Compagnie du chemin de fer de Paris à Orléans, a pour vocation originelle d'accueillir les visiteurs de l'exposition universelle de Paris (1900), et les délégations étrangères qui se rendent à Paris. Elle permet ainsi de prolonger jusqu'au cœur de Paris les lignes de la Compagnie d'Orléans, qui souffraient de la position excentrée de la gare de Paris-Austerlitz.
La nouvelle gare, officiellement « gare d'Orléans », se doit donc de représenter le savoir-faire français sans porter atteinte aux quais de la Seine proche, au « bon goût » et à l'académisme triomphant de l'époque. Sa conception fut alors confiée à l’architecte et premier grand Prix de Rome, Victor Laloux, créateur de la gare de Tours, qui construit cet édifice en employant une ample et audacieuse verrière à structure métallique qu’il masque à l'aide d'un parement de pierre richement orné. Trois statues monumentales représentent les trois principales destinations desservies par la Compagnie d'Orléans : Bordeaux, Toulouse et Nantes ; elles sont l'œuvre respectivement de Jean-Baptiste Hugues, Laurent Marqueste et Jean-Antoine Injalbert. L'extrémité ouest du bâtiment est occupée par l'hôtel Terminus de 370 chambres, dont la façade cache le pignon métallique du grand hall des machines.
Plusieurs artistes, outre les sculpteurs, participent à l'abondante ornementation du bâtiment : Fernand Cormon (peintures de la salle des départs), Pierre Fritel, Adrien Moreau-Néret, Gabriel Ferrier et Benjamin Constant (salons de l'hôtel).
Les travaux ont été réalisés par l'entrepreneur Léon Chagnaud, et l'inauguration de l'ensemble eut lieu le 14 juillet 1900 à l'occasion de l'Exposition universelle.
La riche décoration des caissons de sa voûte intérieure n'est rendue possible qu'à la condition de n'ouvrir la gare qu'aux trains à traction électrique (ce que la longueur des souterrains précédant la gare impose également). Les locomotives à vapeur s'arrêtent donc en gare de Paris-Austerlitz, puis sont dételées et des locomotives électriques prennent alors le relais jusqu'en gare d'Orsay.
Dès les années 1920 des projets de liaisons avec la gare des Invalides et celle du Luxembourg sont prévus. Mais seule une amorce d'environ 300 mètres vers Luxembourg est construite et servira par la suite comme tiroir pour les manœuvres en gare, puis à partir de 1939 comme garage pour les rames de banlieue. Ses quais devenant trop courts pour l'évolution des transports ferroviaires, l'édifice voit sa fonction limitée au trafic de banlieue en 1939. Le trafic grandes lignes est alors reporté à la gare de Paris-Austerlitz.

#### Une gare en sommeil
En 1940, la gare sert comme plate-forme de triage des colis ensuite envoyés aux soldats français combattant contre l’Allemagne.
En 1945, à la fin de la Seconde Guerre mondiale, l'endroit est réquisitionné comme espace de transit pour les prisonniers de guerre français revenant d'Allemagne. Durant les années 1950, seul l'accès à quelques quais est maintenu pour le trafic banlieue, le reste de la gare étant désaffecté.

#### Quelques réutilisations
À la suite de l'appel de l'abbé Pierre en 1954, la gare, rebaptisée « Gare de l'espoir », est transformée en entrepôt servant de vide-greniers pour l'« opération débarras ». Dès le début des années 1960, ses voûtes à l'abandon abritent des tournages de films dont celui du Procès d'Orson Welles d'après Kafka, sert de lieu d'implantation, pendant plusieurs années, au théâtre d'Orsay (démontable) de la compagnie Renaud-Barrault et accueille des salles de vente de l'hôtel Drouot pendant sa reconstruction. Les premiers projets de rénovation de la capitale sous le président Charles de Gaulle prévoient sa démolition pour laisser la place à un immense hôtel en verre et de forme parallélépipédique (projet Guillaume Gillet-René Coulon). Pour sa part, Le Corbusier propose également d'y édifier à la place une barre d'immeuble, alors que Jean Faugeron a l'idée d'une tour. Mais des efforts pour sa sauvegarde la sauvent de justesse. L'ancienne gare est inscrite à l'inventaire supplémentaire des monuments historiques en 1973.

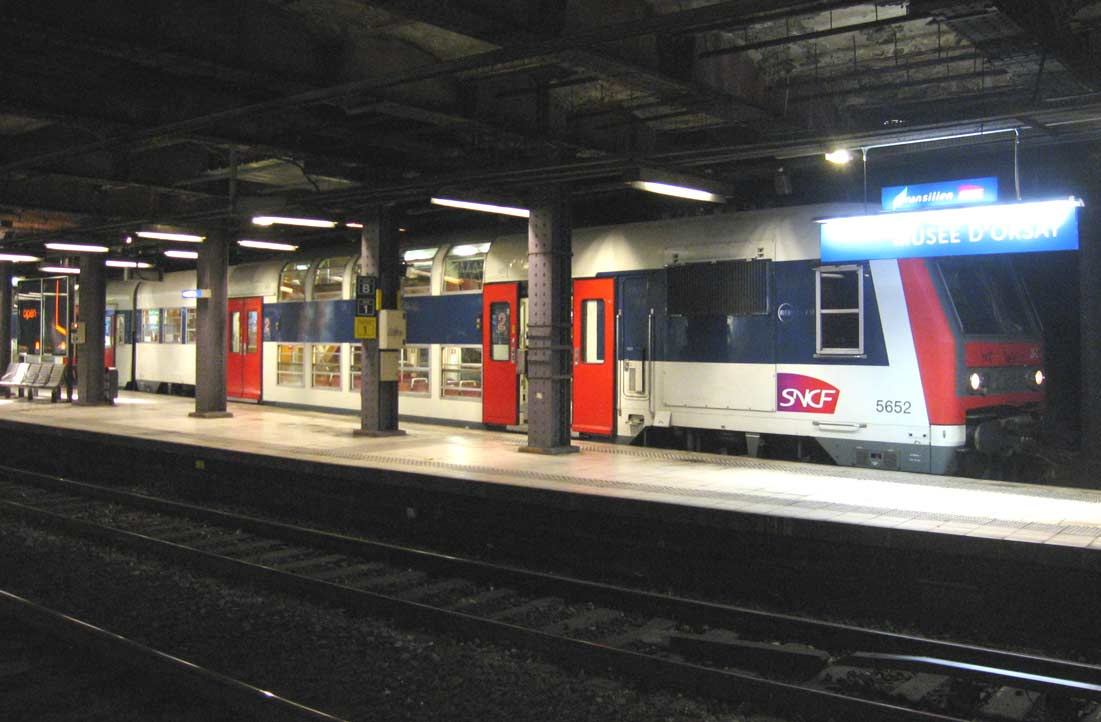
Une rame Z 5600 assure une mission SERI à destination de Saint-Quentin-en-Yvelines.

La fin des années 1970 marqua de grands changements pour la gare d'Orsay. En 1979, le percement d'un tunnel avec la gare des Invalides, située à quelques centaines de mètres, est enfin achevé. La gare d'Orsay ne comporte dès lors que quatre voies à quai (au lieu d'une dizaine) et devient une station souterraine de passage du RER C. L'amorce des anciennes voies supprimées devient durant les années 1980 un atelier pour les trains de travaux du RER C, tandis que l'amorce vers la gare du Luxembourg reste un lieu de garage des rames le week-end.
Le 11 septembre 2023, Valérie Pécresse annonce, lors d'une cérémonie en présence de la famille de l'ancien président de la République, que la gare se verra accoler le nom de Valéry Giscard d'Estaing.

#### Villes mentionnées sur la façade
Les dix-huit principales destinations qui étaient accessibles depuis cette gare sont inscrites sur la façade du bâtiment voyageurs, côté Seine : Agen, Albi, Rodez, Tulle, Poitiers, Limoges, Orléans, Bourges, Bordeaux, Toulouse, Nantes, Angers, Vannes, Lorient, Quimper, Aurillac, Blois et Tours.

### Musée d'Orsay

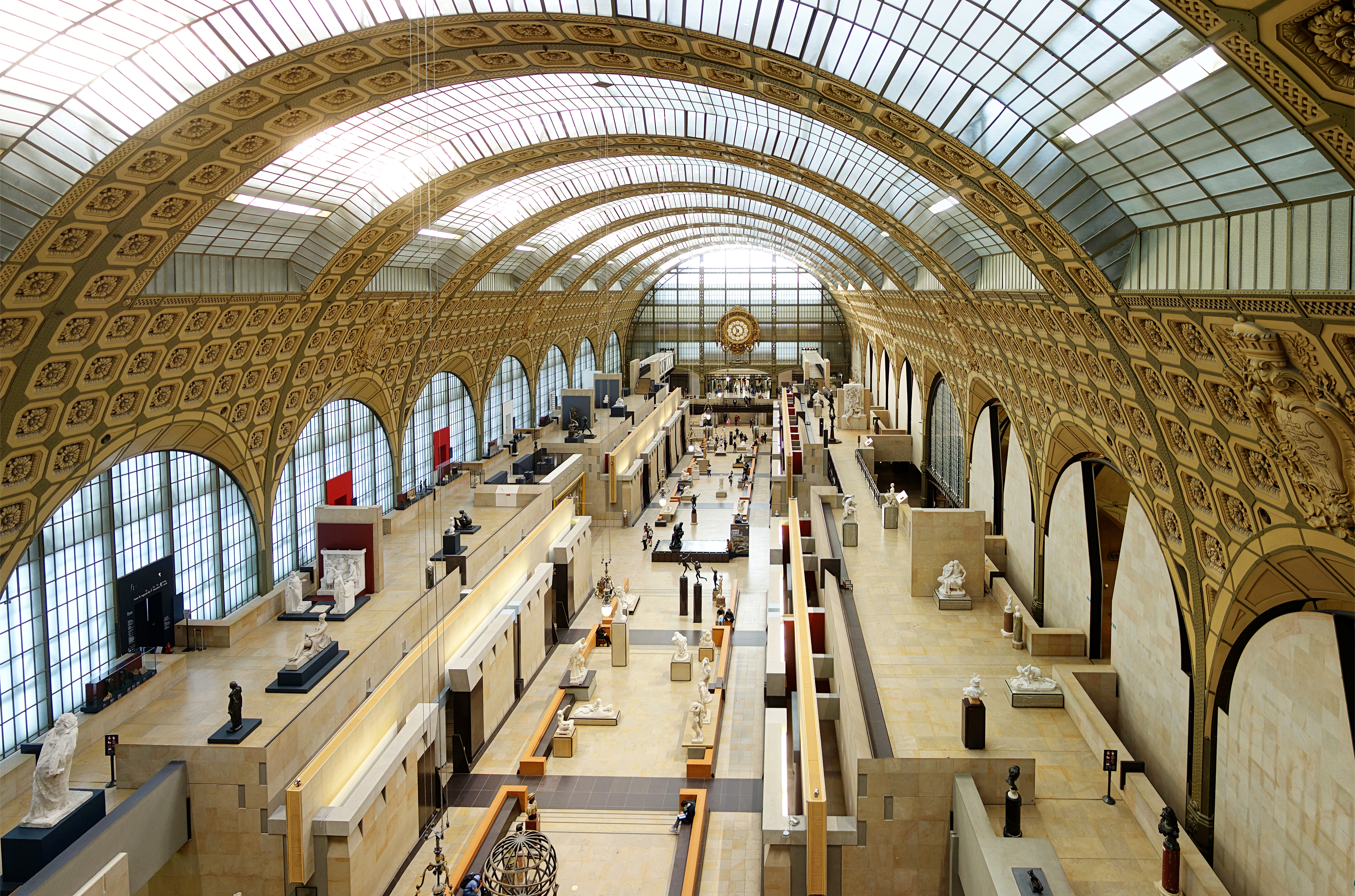
La gare devenue musée.

Le président de la République française Valéry Giscard d'Estaing souhaitait transformer l'édifice pour en faire un musée des arts du XIXe siècle. En concurrence frontale avec le musée du Louvre, riche en œuvres picturales de la 1re moitié du XIXe siècle, il est décidé que le futur musée d'Orsay en sera le prolongement et le complément. La période, allant de 1848 à 1914 est arrêtée.
Après plusieurs années de difficultés, un concours est organisé entre des équipes réunissant architectes et muséographes. C'est l'équipe ACT Architecture composée de Renaud Bardon, Pierre Colboc et Jean-Paul Philippon qui se voit confier la transformation de la gare en musée. L'architecte d'intérieur Gae Aulenti y a également participé, notamment pour la conception de la grande galerie qui accueille les visiteurs. L'élection de François Mitterrand à la présidence, en 1981, ne remet pas longtemps en cause un projet qui amorce un programme de grands travaux. Les conservateurs du musée d'Orsay souhaitent faire de la grande nef un lieu de dialogue entre les courants novateurs des arts plastiques (à commencer par une très belle présentation d'œuvres impressionnistes) et l'art considéré comme « pompier ». Se refusant à faire un choix trop orienté vers des goûts propres à notre époque, Orsay n'oblitère pas ceux des générations futures. Une place importante est attribuée à la sculpture monumentale, l'architecture, les arts décoratifs et la musique ainsi qu'à l'organisation de nombreuses expositions temporaires.

## Fréquentation
Selon les estimations de la SNCF, la fréquentation annuelle de la gare figure dans le tableau ci-dessous.
| Année     | 2015      | 2016      | 2017      | 2018      | 2019      | 2020      | 2021      | 2022      | 2023      |
| --------- | --------- | --------- | --------- | --------- | --------- | --------- | --------- | --------- | --------- |
| Voyageurs | 5 514 887 | 5 371 774 | 5 213 150 | 4 970 262 | 4 739 380 | 2 070 490 | 3 232 109 | 3 914 727 | 4 165 915 |

## Service des voyageurs

### Accueil
Située au 7 du quai Anatole-France, dans le 7e arrondissement de Paris, la gare est ouverte de 6 h 45 à 0 h 40 sans interruption. Un guichet pour les achats de « billets grandes lignes » y est ouvert de 8 h à 19 h 15.

### Desserte
En 2011, 7 840 voyageurs ont pris le train dans cette gare chaque jour ouvré de la semaine. Et 2012, environ 9 800 montants par jour ont été comptabilisés dans cette gare.
Elle donne accès à la passerelle Léopold-Sédar-Senghor, à la promenade Édouard-Glissant, à la rue de la Légion-d'Honneur, à la place Henry-de-Montherlant et au quai Anatole-France.

### Intermodalité
La gare est desservie par les lignes 68, 69, 73, 84, 87 et 94 du réseau de bus RATP, par la ligne à vocation touristique Tootbus Paris et, la nuit, par la ligne N01 du réseau de bus Noctilien.
La ligne 12 du métro passe à proximité : station Solférino à 250 mètres environ en empruntant vers le sud la rue de Bellechasse.

#### Bâtiment
- « Projet de transfert de la gare terminus de la Compagnie d'Orléans, à Paris, de la place Valhubert au quai d'Orsay », dans Le Génie civil, 17 octobre 1896, tome XXIX, no 25, no 749, p. 394-396 (lire en ligne).
- A. Dumas, « La nouvelle gare terminus de la Compagnie d'Orléans au quai d'Orsay, à Paris », dans Le Génie civil, 11 décembre 1897, tome XXXII, no 6, no 809, p. 89-95 (lire en ligne).
- Alfred Boudon, « La nouvelle gare terminus de la Cie d'Orléans. État actuel des travaux au quai d'Orsay », dans Le Génie civil, 19 novembre 1898, tome XXXIV, no 3, no 858, p. 33-36 (lire en ligne).
- Alfred Boudon, « Prolongement de la ligne d'Orléans de la place Walhubert au quai d'Orsay. État actuel des travaux », Le Génie civil, 28 octobre 1899, tome XXXV, no 26, no 907, p. 417-423 (lire en ligne).
- A. Dumas, « Prolongement de la ligne d'Orléans dans Paris. Gare du quai d'Orsay », dans Le Génie civil, 25 janvier 1902, tome XL, no 13, no 1024, p. 201-217 (lire en ligne).
- Collectif, La Gare d'Orsay et ses métamorphoses, éd. Hazan, 2025.

#### Musée
- Caroline Mathieu, Musée d'Orsay, Guide, Paris, Éditions de la Réunion des musées nationaux, 1986, 263 p. (ISBN 9782711821297).